# Makoto Ninomiya
Makoto Ninomiya (二宮真琴 Ninomiya Makoto, Nació el 28 de mayo de 1994) es una jugadora de tenis japonesa.
Su mejor clasificación en la WTA fue la número 280 del mundo, que llegó el 22 de febrero de 2016. En dobles alcanzó número 20 del mundo, que llegó el 22 de octubre de 2018. Hasta la fecha, ha ganado un título de individuales y diecinueve títulos de dobles en el ITF tour.

## Títulos de Grand Slam

### Dobles

#### Finalista (1)
| Año  | Torneo        | Pareja     | Oponentes en la final                 | Resultado |
| 2018 | Roland Garros | Eri Hozumi | Barbora Krejčíková Kateřina Siniaková | 3-6, 3-6  |

## Títulos WTA (7; 0+7)

### Dobles (7)
| Leyenda                                |
| -------------------------------------- |
| Grand Slam (0)                         |
| Juegos Olímpicos (0)                   |
| WTA Finals (0)                         |
| P. Mandatory & Premier 5, WTA 1000 (0) |
| Premier, WTA 500 (1)                   |
| International, WTA 250 (6)             |

| N.º | Fecha                    | Torneos               | Superficie    | Pareja            | Oponentes en la final                 | Resultado           |
| --- | ------------------------ | --------------------- | ------------- | ----------------- | ------------------------------------- | ------------------- |
| 1.  | 18 de septiembre de 2016 | Tokio (International) | Dura          | Shuko Aoyama      | Jocelyn Rae Anna Smith                | 6-3, 6-3            |
| 2.  | 22 de septiembre de 2018 | Tokio (Pacífico)      | Dura (i)      | Miyu Kato         | Andrea Hlaváčková Barbora Strýcová    | 6-4, 6-4            |
| 3.  | 13 de junio de 2021      | Nottingham            | Hierba        | Lyudmyla Kichenok | Caroline Dolehide Storm Sanders       | 6-4, 6-7(3), [10-8] |
| 4.  | 14 de enero de 2022      | Adelaida II           | Dura          | Eri Hozumi        | Tereza Martincová Markéta Vondroušová | 1-6, 7-6(4), [10-7] |
| 5.  | 20 de mayo de 2022       | Rabat                 | Tierra batida | Eri Hozumi        | Monica Niculescu Alexandra Panova     | 6-7(7), 6-3, [10-8] |
| 6.  | 25 de junio de 2022      | Bad Homburg           | Hierba        | Eri Hozumi        | Alicja Rosolska Erin Routliffe        | 6-4, 6-7(5), [10-5] |
| 7.  | 3 de noviembre de 2024   | Hong Kong             | Dura          | Ulrikke Eikeri    | Shuko Aoyama Eri Hozumi               | 4-6, 6-4, [11-9]    |

#### Finalista (11)
| N.º | Fecha                    | Torneos       | Superficie    | Pareja            | Oponentes en la final                 | Resultado            |
| --- | ------------------------ | ------------- | ------------- | ----------------- | ------------------------------------- | -------------------- |
| 1.  | 7 de agosto de 2016      | Nanchang      | Dura          | Shuko Aoyama      | Chen Liang Lu Jingjing                | 6-3, 6-7(2), [11-13] |
| 2.  | 5 de marzo de 2017       | Kuala Lumpur  | Dura          | Nicole Melichar   | Ashleigh Barty Casey Dellacqua        | 6-7(5), 3-6          |
| 3.  | 13 de enero de 2018      | Hobart        | Dura          | Lyudmyla Kichenok | Elise Mertens Demi Schuurs            | 2-6, 2-6             |
| 4.  | 10 de junio de 2018      | Roland Garros | Tierra batida | Eri Hozumi        | Barbora Krejčíková Kateřina Siniaková | 3-6, 3-6             |
| 5.  | 16 de septiembre de 2018 | Hiroshima     | Dura          | Miyu Kato         | Eri Hozumi Shuai Zhang                | 2-6, 4-6             |
| 6.  | 25 de abril de 2021      | Estambul      | Tierra batida | Nao Hibino        | Veronika Kudermétova Elise Mertens    | 1-6, 1-6             |
| 7.  | 29 de mayo de 2021       | Estrasburgo   | Tierra batida | Zhaoxuan Yang     | Alexa Guarachi Desirae Krawczyk       | 2-6, 3-6             |
| 8.  | 28 de agosto de 2021     | Chicago I     | Dura          | Lyudmyla Kichenok | Nadiia Kichenok Ioana Raluca Olaru    | 6-7(6), 7-5, [8-10]  |
| 9.  | 23 de septiembre de 2023 | Guangzhou     | Dura          | Eri Hozumi        | Guo Hanyu Jiang Xinyu                 | 4-6, 6-7(4)          |
| 10. | 1 de octubre de 2023     | Tokio         | Dura          | Eri Hozumi        | Ulrikke Eikeri Ingrid Neel            | 6-3, 5-7, [5-10]     |
| 11. | 22 de octubre de 2023    | Nanchang      | Dura          | Eri Hozumi        | Laura Siegemund Vera Zvonariova       | 4-6, 2-6             |

## Títulos WTA 125s

### Dobles (4–1)
| Resultado | Fecha             | Torneos    | Superficie    | Pareja     | Oponentes                       | Resultado   |
| --------- | ----------------- | ---------- | ------------- | ---------- | ------------------------------- | ----------- |
| Campeona  | 8 de mayo de 2022 | Saint-Malo | Tierra batida | Eri Hozumi | Estelle Cascino Jessika Ponchet | 7-6(1), 6-1 |

## Títulos ITF

### Individual (1)
| Torneos de $100,000 |
| Torneos de $75,000  |
| Torneos de $50,000  |
| Torneos de $25,000  |
| Torneos de $15,000  |
| Torneos de $10,000  |

| N.º | Fecha               | Torneo          | Superficie | Oponentes     | Resultado        |
| --- | ------------------- | --------------- | ---------- | ------------- | ---------------- |
| 1.  | 18 de marzo de 2012 | Miyazaki, Japón | Césped     | Yumi Miyazaki | 6-0, 6-7(5), 6-0 |

#### Finalista (2)
| N.º | Fecha                | Torneo                  | Superficie | Oponentes | Resultado        |
| --- | -------------------- | ----------------------- | ---------- | --------- | ---------------- |
| 1.  | 24 de mayo de 2015   | Karuizawa, Japón        | Césped     | Miyu Kato | 6-7(5), 7-5, 1-6 |
| 2.  | 10 de agosto de 2015 | Gimcheon, Corea del Sur | Dura       | Lee So-ra | 2-6, 3-6         |

### Dobles (19)
| N.º | Fecha                    | Torneos                 | Superficie | Pareja          | Oponentes                                 | Resultado              |
| --- | ------------------------ | ----------------------- | ---------- | --------------- | ----------------------------------------- | ---------------------- |
| 1.  | 27 de noviembre de 2011  | Toyota, Japón           | Carpet (i) | Riko Sawayanagi | Caroline Garcia Michaëlla Krajicek        | w/o                    |
| 2.  | 15 de junio de 2013      | Bujará, Uzbekistán      | Dura       | Eri Hozumi      | Angelina Gabueva Veronika Kapshay         | 3-6, 7-5, [10-8]       |
| 3.  | 23 de junio de 2013      | Tokio, Japón            | Dura       | Yuka Mori       | Kumiko Iijima Akiko Yonemura              | 6-4, 6-3               |
| 4.  | 8 de septiembre de 2013  | Noto, Japón             | Césped     | Eri Hozumi      | Kazusa Ito Yuka Mori                      | 6-4, 6-4               |
| 5.  | 19 de octubre de 2013    | Makinohara, Japón       | Césped     | Eri Hozumi      | Nicha Lertpitaksinchai Peangtarn Plipuech | 6-1, 6-2               |
| 6.  | 2 de junio de 2014       | Tokio, Japón            | Dura       | Mana Ayukawa    | Yurina Koshino Akiko Omae                 | 3-6, 6-4, 10-4         |
| 7.  | 30 de junio de 2014      | Gimcheon, Corea del Sur | Dura       | Choi Ji-hee     | Han Na-lae Yoo Mi                         | 6-3, 7-6(6)            |
| 8.  | 13 de septiembre de 2014 | Kioto, Japón            | Dura (i)   | Kyōka Okamura   | Ayaka Okuno Michika Ozeki                 | 6-3, 6-3               |
| 9.  | 22 de noviembre de 2014  | Toyota, Japón           | Carpet (i) | Eri Hozumi      | Shuko Aoyama Junri Namigata               | 6-3, 7-5               |
| 10. | 2 de enero de 2015       | Hong Kong               | Dura       | Mana Ayukawa    | Tang Haochen Ye Qiuyu                     | 7-6, 2-6, [10-7]       |
| 11. | 28 de marzo de 2015      | Quanzhou, China         | Dura       | Eri Hozumi      | Hiroko Kuwata Junri Namigata              | 6-3, 6-7(2), [10-2]    |
| 12. | 17 de mayo de 2015       | Kurume, Japón           | Dura       | Riko Sawayanagi | Eri Hozumi Junri Namigata                 | 7-6(10), 6-3           |
| 13. | 24 de agosto de 2015     | Tsukuba, Japón          | Dura       | Lee Ya-hsuan    | Nicha Lertpitaksinchai Peangtarn Plipuech | 7-6(4), 6-7(2), [6-10] |
| 14. | 24 de octubre de 2015    | Hamamatsu, Japón        | Césped     | Mana Ayukawa    | Kanae Hisami Kotomi Takahata              | 0-6, 6-3, [10-4]       |
| 15. | 21 de noviembre de 2015  | Tokio, Japón            | Dura       | Shuko Aoyama    | Eri Hozumi Kurumi Nara                    | 3-6, 6-2, [10-7]       |
| 16. | 26 de marzo de 2016      | Quanzhou, China         | Césped     | Shuko Aoyama    | Lu Jingjing Zhang Yuxuan                  | 6-3, 6-0               |
| 17. | 16 de abril de 2016      | Shenzhen, China         | Césped     | Shuko Aoyama    | Liang Chen Wang Yafan                     | 7-6(5), 6-4            |
| 18. | 28 de mayo de 2016       | Incheon, Corea del Sur  | Dura       | Han Sung-hee    | Kamonwan Buayam Lee Pei-chi               | 6-3, 6-1               |
| 19. | 30 de julio de 2016      | Wuhan, China            | Césped     | Shuko Aoyama    | Kai-Chen Chang Yingying Duan              | 6-4, 6-4               |